# Dasha de Sebastopol
Daria Lavréntievna Mijáilova (Дарья Лаврентьевна Михайлова) (noviembre de 1836 - 1892) fue una enfermera rusa durante el Sitio de Sebastopol en la Guerra de Crimea, conocida por el nombre de Dasha de Sebastopol (Даша Севастопольская). Fue una de las fundadoras de la enfermería moderna junto a Florence Nightingale.
Daria Mijáilova nació en un pueblo cercano a Klyuchischi en la Gobernación de Kazán. Su padre, un marinero de la Armada Imperial Rusa, murió en la Batalla de Sinope en 1853. Era una huérfana de 17 años cuando estalló la Guerra de Crimea en 1853.
Antes de la guerra, trabajó como lavandera y costurera para el personal de la armada rusa en el distrito de Korabélnaya de Sebastopol, cercano al astillero de Sebastopol. Dejó su casa cuando estalló la guerra para ayudar a cuidar soldados rusos heridos en el campo de batalla durante la Batalla del río Almá. Instaló un puesto de enfermería, utilizando vinagre y cintas de su ropa para limpiar y vendar las heridas de los soldados. Fue la primera hermana de la caridad del ejército ruso durante la guerra.
Después de la guerra, el zar Nicolás I de Rusia le otorgó la Orden de San Vladimiro con una medalla de oro "Por su diligencia". Fue la única mujer rusa de clase baja que recibió este reconocimiento. También se le entregó una recompensa de 500 rublos de plata, y se le prometió un regalo de 1000 rublos de plata cuando contrajera matrimonio, que recibió cuando se casó en 1855 con el soldado Maksim Jvórostov.
La pareja abrió un mesón en un pueblo y posteriormente se trasladaron a Nikoláiev, pero Dasha finalmente regresó a Sebastopol, donde abrió una taberna y trabajó en un hospital. Cuando se retiró, se le entregó un icono de Cristo comprado con donaciones de sus pacientes. Murió en Shelanga, cerca su pueblo natal, en 1892. 
El asteroide 3321 lleva su nombre en su memoria (3321 Dasha 1975 TZ2 Darya Lavrentyevna Mikhailova).